# Pomo (fruto)

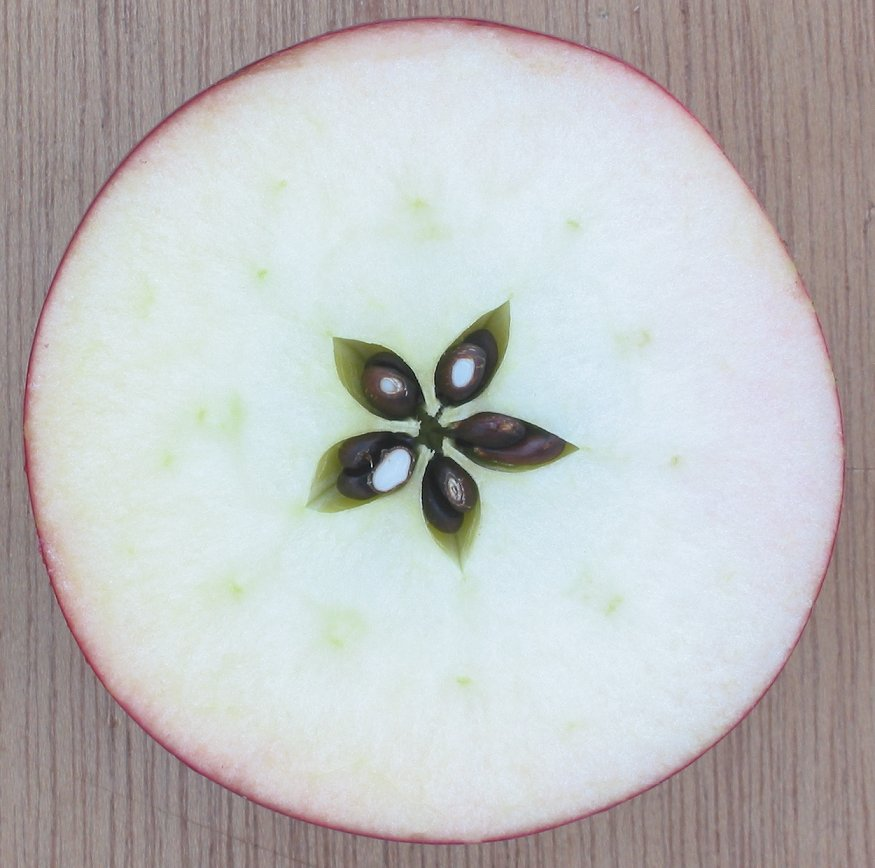
En la sección axial de una manzana se muestra la estructura de un pomo.

En Botánica, un  pomo (del latín pomum, fruto con pepitas o pomus, fruto en general y también árbol frutal), un melónide o un piridión  es un tipo de fruto producido por plantas con flor de la subtribu Malinae de la familia de las rosáceas. Es una estructura que se desarrolla en las flores con ovario infero soldado al receptáculo. Son muy usados en alimentación humana, pues resultan ser frutas muy nutritivas.

## Morfología

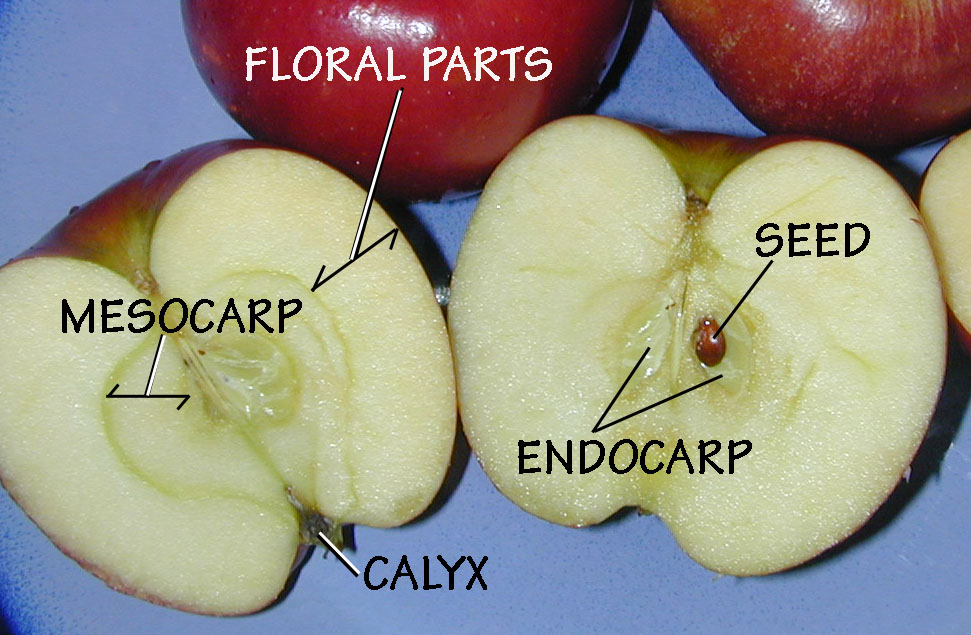
Las partes del fruto están etiquetadas en inglés (floral parts, seed y calyx equivalen a "hipanto", "semilla" y "cáliz" respectivamente).

El pomo es un seudofruto carnoso compuesto de varios carpelos (comúnmente cinco) rodeados por un tejido accesorio considerado por unos autores una extensión del receptáculo y llamado "córtex" de la fruta, y por otros un hipanto fusionado o "toroide".
Aunque el epicarpio, mesocarpio y endocarpio de algunos otros tipos de fruto se parecen mucho a piel, carne y corazón de un pomo respectivamente, son partes del carpelo. Sin embargo, al observar en el esquema del pomo de dentro hacia afuera, puede verse que los carpelos se fusionan en lo que comúnmente se llama corazón:
- el endocarpio forma un estuche correoso o endurecido alrededor de las semillas (los pomos con endocarpio más endurecido que correoso se conocen como seudodrupas);
- el epicarpio y el mesocarpio de un pomo puede ser carnoso y difícil de distinguir uno de otro y del tejido hipantial;
- el hipanto se ha engrosado y vuelto carnoso, siendo la parte más comestible del fruto;
- ocasionalmente, pueden verse restos persistentes de los sépalos, estambres y estilos en el extremo apical (opuesto al pedúnculo) del pomo .

## Ejemplos típicos de pomo
- Las manzanas (los más conocidos);
- Las peras;
- Los membrillos;
- Los nísperos (Mespilus germanica y Eriobotrya japonica);
- Las serbas de Sorbus domestica y Sorbus aucuparia.
- Los escaramujos